# タッチ!ダブルペンスポーツ
『タッチ!ダブルペンスポーツ』（Touch! Double Pen Sports、英名:DualPenSports）は、バンダイナムコゲームス・バンダイレーベルから2011年6月2日に発売されたニンテンドー3DS用ゲームソフト。アメリカでは同年6月21日、ヨーロッパでは同年9月2日に発売された。

## 概要
ソフトに同梱されている2本の専用タッチペンを使用してプレイする。

## モード
- ベースボール
- ボクシング
- スキー
- バスケットボール
- サッカー
- アーチェリー
- パラグライダー